# Maria da Bulgária (imperatriz latina)
Maria da Bulgária foi uma imperatriz-consorte do Império Latino, segunda esposa de Henrique de Flandres, o imperador latino de Constantinopla.

## Família
Ela era filha de Joanitzes da Bulgária e é possível que sua mãe tenha sido sua esposa, Ana da Cumânia, que depois se casaria com Boril, sobrinho dele. Os tios paternos de Maria eram Pedro IV e João Asen I.

## Imperatriz-consorte
Em 1213, Maria se casou com Henrique de Flandres do Império Latino. Segundo Fine, o casamento era parte de uma aliança entre o padrasto dela, Boril, e Henrique. Ela beneficiava os latinos ao assegurar a Trácia e o Reino de Tessalônica contra a ameaça de invasão pelo Império Búlgaro, o que permitiria a Henrique dar atenção ao Império de Niceia. Boril, que havia perdido homens e territórios durante a guerra, via a aliança como uma forma de impedir novas invasões latinas. Seja qual for o motivo, o casamento marcou o fim da primeira fase das guerras búlgaro-latinas.
Em 11 de junho, Henrique morreu em Tessalônica e os relatos indicam que Maria era suspeita de tê-lo envenenado. Seu destino é desconhecido.

## Família
Maria e Henrique não tiveram filhos e ele foi sucedido pelo seu cunhado, Pedro II de Courtenay.